# 2012 în informatică
- 2011 în informatică — 2012 în informatică — 2013 în informatică

2012 în informatică a însemnat o serie de evenimente noi notabile:

## Evenimente
- 19 ianuarie: site-ul Megaupload este închis de către FBI.[1]
- 25 ianuarie: a fost lansată versiunea stabilă 4.8 a KDE
- 26 ianuarie: a fost lansată versiunea stabilă 3.2.2 a kernel-ului de Linux

- Premiul Gödel este atribuit lui Elias Koutsoupias, Christos Papadimitriou, Noam Nisan, Amir Ronen, Tim Roughgarden și Éva Tardos.[2]

## Decese
- 6 iulie: Leon Livovschi (n. 1921), om de știință român. A utilizat primul, pe plan mondial, calculul implicațiilor la proiectarea circuitelor automate cu contacte și relee, în 1952[3]